# تومي لونش
تومي لونش (بالإنجليزية: Tommy Lynch)‏ (10 أكتوبر 1964 في جمهورية أيرلندا - ) هو لاعب كرة قدم أيرلندي في مركز الدفاع. لعب مع شروزبري تاون ونادي سندرلاند ونادي يميريك وووترفورد يونايتد ودوري أيرلندا الحادي عشر ‏.

## وصلات خارجية
- تومي لونش على موقع قاعدة بيانات كرة القدم.إي يو (الإنجليزية)
- تومي لونش على موقع Soccerbase.com (لاعب) (الإنجليزية)